# Jan Rusinek
Jan Rusinek (2 dicembre 1950) è un matematico e compositore di scacchi polacco.
Dal 1971 al 1990, anno in cui cessò le pubblicazioni, fu editore della rivista polacca «Szachy». Nel 1983 venne nominato dalla FIDE Giudice Internazionale per la composizione, e nel 1992 ottenne il titolo di Grande Maestro della composizione.
Ha composto circa 150 studi, ottenendo moltissime premiazioni, tra cui ben 34 primi premi. È considerato uno dei compositori di studi più brillanti delle ultime generazioni. Nell'Oxford Companion to Chess, David Hooper e Kenneth Whyld esprimono l'opinione che i suoi lavori possano forse rivaleggiare con quelli dei suoi grandi predecessori.
Negli anni novanta Rusinek è stato il delegato della Polonia ai congressi annuali della PCCC.
Di professione è insegnante di matematica all'Università di Varsavia.

## Uno studio di Jan Rusinek
|   | a | b | c | d | e | f | g | h |   |
| 8 | c8 re del bianco · c7 pedone del bianco · d7 cavallo del nero · e7 re del nero · g7 pedone del bianco · a6 pedone del bianco · b6 pedone del bianco · c4 alfiere del nero · c3 cavallo del nero | c8 re del bianco · c7 pedone del bianco · d7 cavallo del nero · e7 re del nero · g7 pedone del bianco · a6 pedone del bianco · b6 pedone del bianco · c4 alfiere del nero · c3 cavallo del nero | c8 re del bianco · c7 pedone del bianco · d7 cavallo del nero · e7 re del nero · g7 pedone del bianco · a6 pedone del bianco · b6 pedone del bianco · c4 alfiere del nero · c3 cavallo del nero | c8 re del bianco · c7 pedone del bianco · d7 cavallo del nero · e7 re del nero · g7 pedone del bianco · a6 pedone del bianco · b6 pedone del bianco · c4 alfiere del nero · c3 cavallo del nero | c8 re del bianco · c7 pedone del bianco · d7 cavallo del nero · e7 re del nero · g7 pedone del bianco · a6 pedone del bianco · b6 pedone del bianco · c4 alfiere del nero · c3 cavallo del nero | c8 re del bianco · c7 pedone del bianco · d7 cavallo del nero · e7 re del nero · g7 pedone del bianco · a6 pedone del bianco · b6 pedone del bianco · c4 alfiere del nero · c3 cavallo del nero | c8 re del bianco · c7 pedone del bianco · d7 cavallo del nero · e7 re del nero · g7 pedone del bianco · a6 pedone del bianco · b6 pedone del bianco · c4 alfiere del nero · c3 cavallo del nero | c8 re del bianco · c7 pedone del bianco · d7 cavallo del nero · e7 re del nero · g7 pedone del bianco · a6 pedone del bianco · b6 pedone del bianco · c4 alfiere del nero · c3 cavallo del nero | 8 |
| 7 | c8 re del bianco · c7 pedone del bianco · d7 cavallo del nero · e7 re del nero · g7 pedone del bianco · a6 pedone del bianco · b6 pedone del bianco · c4 alfiere del nero · c3 cavallo del nero | c8 re del bianco · c7 pedone del bianco · d7 cavallo del nero · e7 re del nero · g7 pedone del bianco · a6 pedone del bianco · b6 pedone del bianco · c4 alfiere del nero · c3 cavallo del nero | c8 re del bianco · c7 pedone del bianco · d7 cavallo del nero · e7 re del nero · g7 pedone del bianco · a6 pedone del bianco · b6 pedone del bianco · c4 alfiere del nero · c3 cavallo del nero | c8 re del bianco · c7 pedone del bianco · d7 cavallo del nero · e7 re del nero · g7 pedone del bianco · a6 pedone del bianco · b6 pedone del bianco · c4 alfiere del nero · c3 cavallo del nero | c8 re del bianco · c7 pedone del bianco · d7 cavallo del nero · e7 re del nero · g7 pedone del bianco · a6 pedone del bianco · b6 pedone del bianco · c4 alfiere del nero · c3 cavallo del nero | c8 re del bianco · c7 pedone del bianco · d7 cavallo del nero · e7 re del nero · g7 pedone del bianco · a6 pedone del bianco · b6 pedone del bianco · c4 alfiere del nero · c3 cavallo del nero | c8 re del bianco · c7 pedone del bianco · d7 cavallo del nero · e7 re del nero · g7 pedone del bianco · a6 pedone del bianco · b6 pedone del bianco · c4 alfiere del nero · c3 cavallo del nero | c8 re del bianco · c7 pedone del bianco · d7 cavallo del nero · e7 re del nero · g7 pedone del bianco · a6 pedone del bianco · b6 pedone del bianco · c4 alfiere del nero · c3 cavallo del nero | 7 |
| 6 | c8 re del bianco · c7 pedone del bianco · d7 cavallo del nero · e7 re del nero · g7 pedone del bianco · a6 pedone del bianco · b6 pedone del bianco · c4 alfiere del nero · c3 cavallo del nero | c8 re del bianco · c7 pedone del bianco · d7 cavallo del nero · e7 re del nero · g7 pedone del bianco · a6 pedone del bianco · b6 pedone del bianco · c4 alfiere del nero · c3 cavallo del nero | c8 re del bianco · c7 pedone del bianco · d7 cavallo del nero · e7 re del nero · g7 pedone del bianco · a6 pedone del bianco · b6 pedone del bianco · c4 alfiere del nero · c3 cavallo del nero | c8 re del bianco · c7 pedone del bianco · d7 cavallo del nero · e7 re del nero · g7 pedone del bianco · a6 pedone del bianco · b6 pedone del bianco · c4 alfiere del nero · c3 cavallo del nero | c8 re del bianco · c7 pedone del bianco · d7 cavallo del nero · e7 re del nero · g7 pedone del bianco · a6 pedone del bianco · b6 pedone del bianco · c4 alfiere del nero · c3 cavallo del nero | c8 re del bianco · c7 pedone del bianco · d7 cavallo del nero · e7 re del nero · g7 pedone del bianco · a6 pedone del bianco · b6 pedone del bianco · c4 alfiere del nero · c3 cavallo del nero | c8 re del bianco · c7 pedone del bianco · d7 cavallo del nero · e7 re del nero · g7 pedone del bianco · a6 pedone del bianco · b6 pedone del bianco · c4 alfiere del nero · c3 cavallo del nero | c8 re del bianco · c7 pedone del bianco · d7 cavallo del nero · e7 re del nero · g7 pedone del bianco · a6 pedone del bianco · b6 pedone del bianco · c4 alfiere del nero · c3 cavallo del nero | 6 |
| 5 | c8 re del bianco · c7 pedone del bianco · d7 cavallo del nero · e7 re del nero · g7 pedone del bianco · a6 pedone del bianco · b6 pedone del bianco · c4 alfiere del nero · c3 cavallo del nero | c8 re del bianco · c7 pedone del bianco · d7 cavallo del nero · e7 re del nero · g7 pedone del bianco · a6 pedone del bianco · b6 pedone del bianco · c4 alfiere del nero · c3 cavallo del nero | c8 re del bianco · c7 pedone del bianco · d7 cavallo del nero · e7 re del nero · g7 pedone del bianco · a6 pedone del bianco · b6 pedone del bianco · c4 alfiere del nero · c3 cavallo del nero | c8 re del bianco · c7 pedone del bianco · d7 cavallo del nero · e7 re del nero · g7 pedone del bianco · a6 pedone del bianco · b6 pedone del bianco · c4 alfiere del nero · c3 cavallo del nero | c8 re del bianco · c7 pedone del bianco · d7 cavallo del nero · e7 re del nero · g7 pedone del bianco · a6 pedone del bianco · b6 pedone del bianco · c4 alfiere del nero · c3 cavallo del nero | c8 re del bianco · c7 pedone del bianco · d7 cavallo del nero · e7 re del nero · g7 pedone del bianco · a6 pedone del bianco · b6 pedone del bianco · c4 alfiere del nero · c3 cavallo del nero | c8 re del bianco · c7 pedone del bianco · d7 cavallo del nero · e7 re del nero · g7 pedone del bianco · a6 pedone del bianco · b6 pedone del bianco · c4 alfiere del nero · c3 cavallo del nero | c8 re del bianco · c7 pedone del bianco · d7 cavallo del nero · e7 re del nero · g7 pedone del bianco · a6 pedone del bianco · b6 pedone del bianco · c4 alfiere del nero · c3 cavallo del nero | 5 |
| 4 | c8 re del bianco · c7 pedone del bianco · d7 cavallo del nero · e7 re del nero · g7 pedone del bianco · a6 pedone del bianco · b6 pedone del bianco · c4 alfiere del nero · c3 cavallo del nero | c8 re del bianco · c7 pedone del bianco · d7 cavallo del nero · e7 re del nero · g7 pedone del bianco · a6 pedone del bianco · b6 pedone del bianco · c4 alfiere del nero · c3 cavallo del nero | c8 re del bianco · c7 pedone del bianco · d7 cavallo del nero · e7 re del nero · g7 pedone del bianco · a6 pedone del bianco · b6 pedone del bianco · c4 alfiere del nero · c3 cavallo del nero | c8 re del bianco · c7 pedone del bianco · d7 cavallo del nero · e7 re del nero · g7 pedone del bianco · a6 pedone del bianco · b6 pedone del bianco · c4 alfiere del nero · c3 cavallo del nero | c8 re del bianco · c7 pedone del bianco · d7 cavallo del nero · e7 re del nero · g7 pedone del bianco · a6 pedone del bianco · b6 pedone del bianco · c4 alfiere del nero · c3 cavallo del nero | c8 re del bianco · c7 pedone del bianco · d7 cavallo del nero · e7 re del nero · g7 pedone del bianco · a6 pedone del bianco · b6 pedone del bianco · c4 alfiere del nero · c3 cavallo del nero | c8 re del bianco · c7 pedone del bianco · d7 cavallo del nero · e7 re del nero · g7 pedone del bianco · a6 pedone del bianco · b6 pedone del bianco · c4 alfiere del nero · c3 cavallo del nero | c8 re del bianco · c7 pedone del bianco · d7 cavallo del nero · e7 re del nero · g7 pedone del bianco · a6 pedone del bianco · b6 pedone del bianco · c4 alfiere del nero · c3 cavallo del nero | 4 |
| 3 | c8 re del bianco · c7 pedone del bianco · d7 cavallo del nero · e7 re del nero · g7 pedone del bianco · a6 pedone del bianco · b6 pedone del bianco · c4 alfiere del nero · c3 cavallo del nero | c8 re del bianco · c7 pedone del bianco · d7 cavallo del nero · e7 re del nero · g7 pedone del bianco · a6 pedone del bianco · b6 pedone del bianco · c4 alfiere del nero · c3 cavallo del nero | c8 re del bianco · c7 pedone del bianco · d7 cavallo del nero · e7 re del nero · g7 pedone del bianco · a6 pedone del bianco · b6 pedone del bianco · c4 alfiere del nero · c3 cavallo del nero | c8 re del bianco · c7 pedone del bianco · d7 cavallo del nero · e7 re del nero · g7 pedone del bianco · a6 pedone del bianco · b6 pedone del bianco · c4 alfiere del nero · c3 cavallo del nero | c8 re del bianco · c7 pedone del bianco · d7 cavallo del nero · e7 re del nero · g7 pedone del bianco · a6 pedone del bianco · b6 pedone del bianco · c4 alfiere del nero · c3 cavallo del nero | c8 re del bianco · c7 pedone del bianco · d7 cavallo del nero · e7 re del nero · g7 pedone del bianco · a6 pedone del bianco · b6 pedone del bianco · c4 alfiere del nero · c3 cavallo del nero | c8 re del bianco · c7 pedone del bianco · d7 cavallo del nero · e7 re del nero · g7 pedone del bianco · a6 pedone del bianco · b6 pedone del bianco · c4 alfiere del nero · c3 cavallo del nero | c8 re del bianco · c7 pedone del bianco · d7 cavallo del nero · e7 re del nero · g7 pedone del bianco · a6 pedone del bianco · b6 pedone del bianco · c4 alfiere del nero · c3 cavallo del nero | 3 |
| 2 | c8 re del bianco · c7 pedone del bianco · d7 cavallo del nero · e7 re del nero · g7 pedone del bianco · a6 pedone del bianco · b6 pedone del bianco · c4 alfiere del nero · c3 cavallo del nero | c8 re del bianco · c7 pedone del bianco · d7 cavallo del nero · e7 re del nero · g7 pedone del bianco · a6 pedone del bianco · b6 pedone del bianco · c4 alfiere del nero · c3 cavallo del nero | c8 re del bianco · c7 pedone del bianco · d7 cavallo del nero · e7 re del nero · g7 pedone del bianco · a6 pedone del bianco · b6 pedone del bianco · c4 alfiere del nero · c3 cavallo del nero | c8 re del bianco · c7 pedone del bianco · d7 cavallo del nero · e7 re del nero · g7 pedone del bianco · a6 pedone del bianco · b6 pedone del bianco · c4 alfiere del nero · c3 cavallo del nero | c8 re del bianco · c7 pedone del bianco · d7 cavallo del nero · e7 re del nero · g7 pedone del bianco · a6 pedone del bianco · b6 pedone del bianco · c4 alfiere del nero · c3 cavallo del nero | c8 re del bianco · c7 pedone del bianco · d7 cavallo del nero · e7 re del nero · g7 pedone del bianco · a6 pedone del bianco · b6 pedone del bianco · c4 alfiere del nero · c3 cavallo del nero | c8 re del bianco · c7 pedone del bianco · d7 cavallo del nero · e7 re del nero · g7 pedone del bianco · a6 pedone del bianco · b6 pedone del bianco · c4 alfiere del nero · c3 cavallo del nero | c8 re del bianco · c7 pedone del bianco · d7 cavallo del nero · e7 re del nero · g7 pedone del bianco · a6 pedone del bianco · b6 pedone del bianco · c4 alfiere del nero · c3 cavallo del nero | 2 |
| 1 | c8 re del bianco · c7 pedone del bianco · d7 cavallo del nero · e7 re del nero · g7 pedone del bianco · a6 pedone del bianco · b6 pedone del bianco · c4 alfiere del nero · c3 cavallo del nero | c8 re del bianco · c7 pedone del bianco · d7 cavallo del nero · e7 re del nero · g7 pedone del bianco · a6 pedone del bianco · b6 pedone del bianco · c4 alfiere del nero · c3 cavallo del nero | c8 re del bianco · c7 pedone del bianco · d7 cavallo del nero · e7 re del nero · g7 pedone del bianco · a6 pedone del bianco · b6 pedone del bianco · c4 alfiere del nero · c3 cavallo del nero | c8 re del bianco · c7 pedone del bianco · d7 cavallo del nero · e7 re del nero · g7 pedone del bianco · a6 pedone del bianco · b6 pedone del bianco · c4 alfiere del nero · c3 cavallo del nero | c8 re del bianco · c7 pedone del bianco · d7 cavallo del nero · e7 re del nero · g7 pedone del bianco · a6 pedone del bianco · b6 pedone del bianco · c4 alfiere del nero · c3 cavallo del nero | c8 re del bianco · c7 pedone del bianco · d7 cavallo del nero · e7 re del nero · g7 pedone del bianco · a6 pedone del bianco · b6 pedone del bianco · c4 alfiere del nero · c3 cavallo del nero | c8 re del bianco · c7 pedone del bianco · d7 cavallo del nero · e7 re del nero · g7 pedone del bianco · a6 pedone del bianco · b6 pedone del bianco · c4 alfiere del nero · c3 cavallo del nero | c8 re del bianco · c7 pedone del bianco · d7 cavallo del nero · e7 re del nero · g7 pedone del bianco · a6 pedone del bianco · b6 pedone del bianco · c4 alfiere del nero · c3 cavallo del nero | 1 |
|   | a | b | c | d | e | f | g | h |   |

A sinistra vediamo uno degli studi più famosi di Rusinek.
Soluzione:
1. a7 !! è necessaria perché il nero minaccia il matto in due con Ce4 o Cb5 seguita da Cd6 matto;

1. ...Aa7+  (se 1 ...Ad5 2. g8=D Axg8 3. a8=D Cxb6 4. Rb7 Cxa8 5. Rxa8 Ae6 6. Rb8 e patta teorica)

2. b7 Ce4  3. g8=C+ ! Re8

4. Cf 666+ Cexf6  5. a8=A !  (scp 096 o scp 173 5. a8=D?, 5 ...Cd5, seguita da Ce7 matto)

5. ...Ce5 6. Rb8 Cc6+ 7. Rc8 Af1
Il bianco ha ancora dei problemi perché 8. b8 =D perde per il seguito 8. ...Aa6+ 9. Db7 Ce4 10. Dxa6 Cd6 matto. Anche 8. b8=C non va per il seguito 8. ...Ce7+ 9. Rb7 Ag2+ 10. Re7 Cc8+ 11. Ra6 Axa8 e vince. Ma il nero trova la salvezza con una terza sottopromozione:
8. b8=T !

e ora dopo 8. ...Aa6+  9. Tb7 Ce4 è patta per stallo, e il nero non ha alcun modo per evitarlo.
Rusinek ha scritto diversi articoli e libri sugli studi, tra cui:
- Mały słownik kompozycji szachowej, Varsavia, 1986
- Najpięknniejsze polskie miniatury (con Władysław Rosolak), Varsavia, 1986
- Siła "slabych" promocji, Varsavia, 1987
- Wspólne idee. Kompozxcja - gra praktyczna, Varsavia, 1987
- 64 Polish Chess Compositions (con Piotr Ruszczyński), 1989
- Sto kompozycji szachowych, Podkowa Leśna, 1991